# Gunilla Andersson (handbollsspelare)
Gunilla Andersson är en tidigare landslagsmålvakt i handboll. 

## Klubbkarriär
Gunilla Andersson inledde sin elitkarriär i Göteborg med att spela för Kvinnliga IK Sport men flyttade sedan säsongen 1979-1980 till Irsta HF och avslutade elitkarriären i Lidingö SK okänt år efter 1981.

## Landslagskarriär
Gunilla Andersson spelade för ungdomslandslaget 12 matcher åren 1973 till 1976. Hon debuterade sedan i A-landslaget den 12 april 1975 mot Nederländerna och spelade sedan 34 landskamper till 1981.  Det var under åren då öststaterna dominerade internationell handboll och Sverige kvalificerade sig inte för några mästerskapsturneringar. I juli 1979 deltog Sverige i Spartakiaden och gjorde en framgångsrik turnering med en sjätteplats som slutresultat. Claes Hellgren rankar Gunilla Andersson som den elfte bästa målvakten i Sverige med Kristina Jönsson, Johanna Bundsen och Madelene Grundström på platserna ett till tre.